# Persberg
Persberg è un'area urbana della Svezia situata nel comune di Filipstad, contea di Västra Götaland.
La popolazione rilevata nel censimento 2010 era di 313 abitanti .